# Antonio Saura
Pour les articles homonymes, voir Saura (homonymie).
Antonio Saura est un peintre et écrivain espagnol né le 22 septembre 1930 à Huesca (Espagne) et décédé le 22 juillet 1998  à Cuenca.
D'abord marqué par le surréalisme, il s'en est éloigné en allant vers la peinture abstraite, puis vers un style plus physique, ainsi qu'il s'en explique dans Le Monde du 8 août 1994 dans l'article signé Harry Bellet : « Quand je me suis éloigné du surréalisme, je me suis donné un sujet - le corps féminin - comme matrice pour des constructions picturales en noir et blanc. Et peu à peu, d'autres thèmes sont venus s'y associer ».
Pour se libérer du carcan de la société franquiste, il a fondé le groupe El Paso avec Manolo Millares, Rafael Canogar et Luis Feito.
De constitution faible, souvent en proie à la maladie (tuberculose), il restait un peintre subversif et une personnalité du monde des arts. Il a été fait chevalier des Arts et des Lettres en 1981 et a reçu le Grand Prix de la Ville de Paris en 1995.
Outre les décors de l'opéra Carmen puis ceux de la pièce de théâtre Woyzeck, il a illustré des ouvrages de George Orwell et de Franz Kafka. Il a aussi réalisé plusieurs œuvres de tauromachie, les Sauromaquia (1958), et des huiles sur toile ayant pour sujet le taureau et le torero.
La fondation Archives Antonio Saura a été créée en 2006 par la succession Antonio Saura, à Genève, dans le but de divulguer l'œuvre de l'artiste, d'éditer l'intégralité de ses écrits ainsi que les catalogues raisonnés de son œuvre graphique et de son œuvre peint.

## Biographie

### Enfance et débuts du peintre
Saura  été très tôt confronté à la violence. Lors du premier bombardement de Madrid par l'armée franquiste en 1936, il avait 6 ans. L'année suivante, la légion Condor rase Guernica ; son père lui montre des photos du massacre découpées dans la presse. À peine installée à Barcelone la famille Saura voit l'immeuble d'en face s'écrouler sous les bombes. Peu après, l'enfant assiste à une scène éprouvante : une rafale de mitraillettes fauche un homme et lui tranche la tête. Le peintre Saura n'oublie aucune de ces monstruosités qu'il va traduire par la suite dans sa peinture par des monstres, des gargouilles, des crucifixions.
Saura est issu d'une famille aisée et cultivée. Son père est avocat, sa mère pianiste, son frère Carlos Saura deviendra un réalisateur de talent. Cependant, Antonio ne suit les cours d'aucune école d'art, il conçoit l'art en autodidacte, expérimentant seul l'écriture, le dessin, la peinture, surtout à partir de l'année 1943, lorsqu'il est frappé d'une tuberculose osseuse qui l'oblige à rester immobile.
L'adolescent connaît une période de grande solitude pendant laquelle il essaie de tuer le temps en découpant et en collant des images de la revue Signal qui présente l'art dégénéré des maîtres qu'il admire : Pablo Picasso, Max Ernst, Marc Chagall, Paul Klee, Piet Mondrian. Il écrit aussi des textes et fait des recherches calligraphiques. 1947 est une année charnière, puisqu'il commence à pratiquer, selon ses propres termes, « certaines formes d'interventions sur la réalité de manière beaucoup plus consciente », abandonnant la déchirure, le papier encollé la superposition d'images de ses débuts.
La première exposition de ses œuvres, nées de ses premières expérimentations, a lieu à la librairie Libros de Saragosse, organisée par le professeur Federico Torralba qui lui fait découvrir des revues françaises : les Cahiers d'art et Minotaure. Les œuvres exposées là sont presque toutes détruites. De cette exposition, Saura dit en 1952 : « J'ai voulu rassembler des œuvres qui représentent le mieux possible tout ce que j'ai fait jusque-là. Des œuvres dissemblables si l'on veut, mais unies entre elles par le désir de trouver un nouvel horizon. »
De l'époque 1948-1950, Saura conserve essentiellement : Constellations (huile sur papier 1948, 25 × 35 cm, 1950, huile sur papier 34,5 × 49 cm, (1950 huile sur carton, 26 × 33 cm.[pas clair]

### Le surréalisme

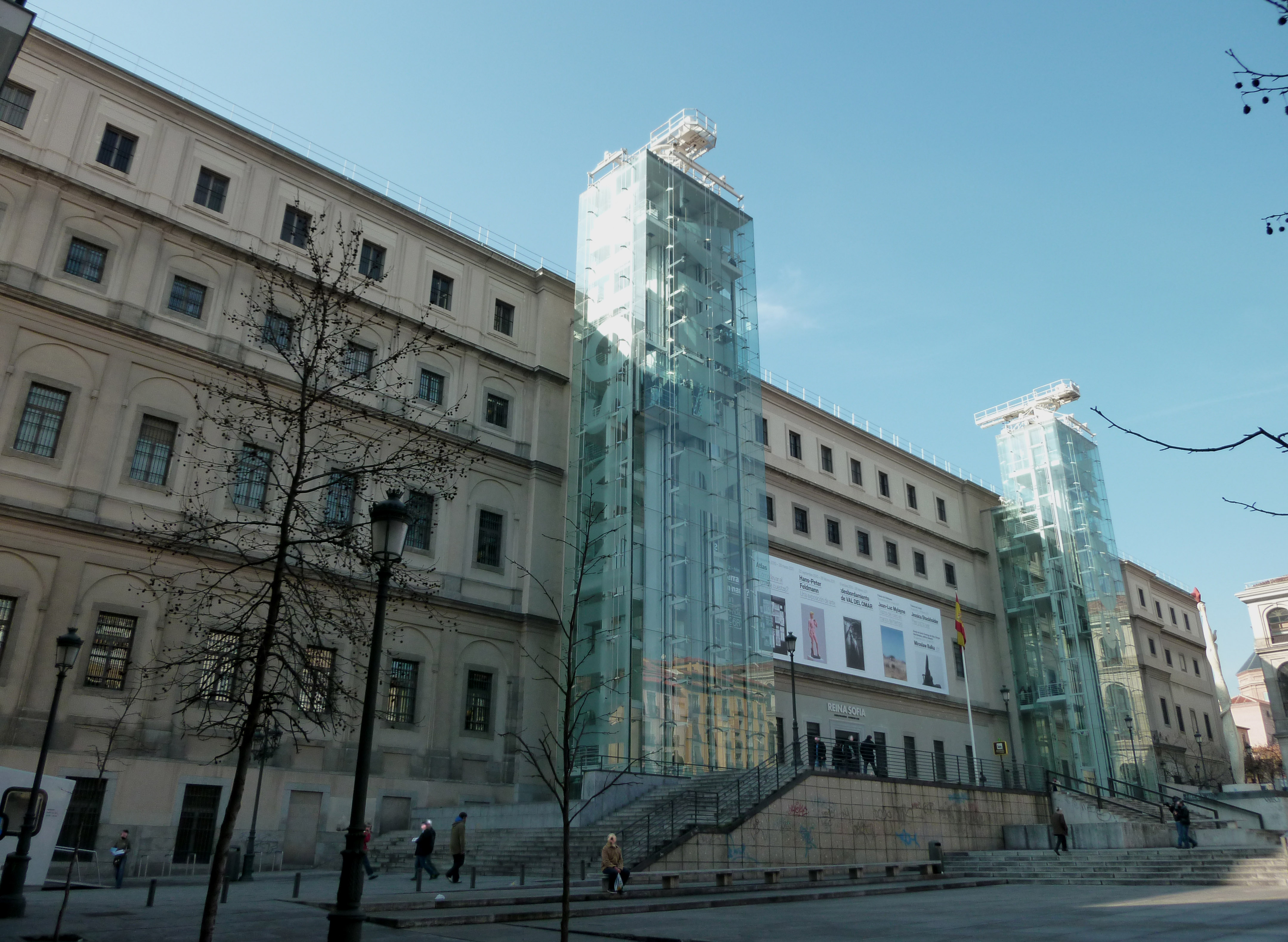
Musée Reina Sofía, successeur du Musée d'Art Moderne de Madrid où Saura a exposé en 1955

Très vite, Saura se définit comme  surréaliste. Dès sa deuxième exposition à Madrid à la galerie Buchholz en 1951, il intitule l'ensemble des tableaux exposés Pinturas surréalistes de Antonio Saura. Pour lui comme pour la plupart des artistes espagnols de l'après-guerre, le surréalisme parvient encore à passer à travers les filets d'une expression contrôlée. Il incarne la capacité libertaire d'une contestation, d'une opposition intellectuelle à toute répression.
En 1953, c'est le peintre lui-même qui organise une exposition sous le tire Arte fantástico à la « Galerie Clan » de Madrid. Il réunit, avec ses pierres peintes Les Oiseaux du paradis, des œuvres de Max Ernst, Joan Miró, Alexander Calder, Antoni Tàpies, des photos de son frère Carlos Saura, le moulage de la main qui a servi pour le film Un Chien andalou de Luis Buñuel. Il parle là d'une exposition « complètement surréaliste » qui sera la première en Espagne depuis la guerre.
En 1953, l'ambiance « vide, triste, horrible, et déprimante de l'Espagne » pousse Saura à partir pour Paris. Là, il cherche à rencontrer André Breton et tout le groupe surréaliste. Sa déception est grande : le groupe vit replié lui-même dans un formalisme déjà abandonné par son compatriote Joan Miró chez qui il trouve la pureté originelle du surréalisme : l'abstraction lyrique du maître et celle des jeunes américains le satisfait davantage. C'est grâce à son amitié avec le peintre Simon Hantaï et l'écrivain et collectionneur Michel Tapié que la peinture de Saura va évoluer vers des formes expressives plus spontanées.
Il utilise diverses techniques nouvelles : le grattage, les surcharges, le biffures. Le langage du geste prend une énorme importance. Ayant participé à plusieurs expositions du groupe Phases, il se lance dans des expérimentations d'automatisme, de « beauté convulsive » qui remplace pour lui le concept traditionnel du beau.
Saura se rend à Paris pour la première fois en 1952 et y retourne régulièrement. En 1953 il y rencontre Madeleine Augot, qu'il épouse en 1954 à Madrid ; ils s'installent à Paris. Sa première exposition à Paris n'aura lieu à la galerie Stadler qu'en 1957. Stadler va ensuite introduire l'artiste auprès de Pierre Matisse, qui l’exposera par la suite à New York à partir des années 1960.
Fin 1955, il retourne à Madrid et, en 1956, sa peinture gestuelle est exposée à la Bibliothèque nationale d'Espagne, où il montre ses premières peintures en noir et blanc. Peinture abstraite, violente. Le catalogue, préfacé par le suédois Eric Boman, parle d'un climat de véhémence pétrifiée. Mais sous les enchevêtrements de peinture apparaissent déjà des signes figuratifs évoquant principalement le corps féminin. Il présente entre autres Dame noire huile et peinture synthétique sur papier (1954,51 × 37 cm  et Dame rousse (1954, huile et encre sur papier, 56 × 38 cm

### Paris, La Havane, Allemagne et retour en Espagne
En 1961, Saura expose pour la première fois à la galerie Pierre Matisse de New York. Il a déjà entamé ses séries de crucifixions, de suaires, de collages", de dames, ses premiers nus et paysages ainsi que ses portraits imaginaires. Il a aussi réalisé plusieurs sculptures en 1960.
En 1965, Saura détruit une centaine de ses toiles à Cuenca. Il part pour Cuba l'année suivante et il s'installe à Paris en 1967, ce qui ne l'empêche pas de retourner chaque été à Cuenca. Après avoir participé à La Havane au Congreso cultural en 1968, il s'installe une partie de l'année à Cuba à partir de 1970, mais il garde son atelier parisien qui sera détruit en 1974. Dès 1976, il intègre le premier Pavillon de l'Espagne démocratique à la Biennale de Venise.
Intellectuel activiste, il participe à un grand nombre de rencontres : la documenta de Cassel en 1977, et en 1978 à la première rencontre ibéro-américaune des critiques d'art et artistes plasticiens. En 1977, Rolf Lauter et Antonio Saura se rencontrent pour la première fois dans la galerie parisienne de Rodolphe Stadler et entament un dialogue et une amitié de longue date. En 1979, la collaboration a donné lieu à la première grande rétrospective à la Galerie de Margarete Lauter Mannheim avec plus de 50 images et dessins, suivie de nombreuses autres présentations.
Il devient également professeur d'art plastique au Cercle des Beaux-Arts de Madrid en 1985 et il dirige l'année suivante, le séminaire L'Art et le Mal à l'UIMP de Séville, puis en 1987 un autre séminaire : Reencuentro con El Paso (nouvelles rencontres avec le groupe de peintres El Paso) à l'UIMP de Cuenca, et encore un autre en 1988 à Séville dans la même université sur le sujet Le Sexe et l'art.
De 1982 à 1985, Saura accumule les honneurs et les succès, dont la Médaille d'or du mérite des beaux-arts par le Ministère de l'Éducation, de la Culture et des Sports et plus tard, en 1982, la Médaille d'Or du Círculo de Bellas Artes. Après le dramatique accident qui cause la mort de sa fille Elena, le peintre ne connaît pas une minute de repos. Après la série de peinture Dora Maar visitada, il se lance dans la scénographie de Carmen, ballet que son frère Carlos a mis en scène au Théâtre de Paris avec Antonio Gades. Antonio est au four et au moulin. Il préside aussi le comité de l'organisation Artistes du monde contre l'apartheid, à Paris.

## Œuvre peinte
Dès son retour en Espagne, Saura va traiter des thèmes en série, et en périodes successives. Ce sont les Dames, les Crucifixions, les Visages, les Foules les portraits imaginaires parmi lesquels se trouvent un très grand nombre de portraits imaginaires de Goya, et enfin la tauromachie qui apparaît sous forme de lithographies de Arte de Birlibirloque (« L'Art de Birlibirloque ») de José Bergamín, et d'huiles sur toile : les Sauromaquias d'un expressionnisme violent.
La peinture de Saura devient dès lors très complexe à déchiffrer et peu d'analyses sont disponibles concernant ses choix étranges, pas toujours compris, mais souvent admirés. Saura peint très souvent à partir d'une documentation photographique recueillie depuis sa jeunesse. On y trouve des actrices de cinéma, des princes. Ses tableaux correspondent à sa définition de la peinture espagnole : « Tout ce que je sais d'elle tient en ceci : qu'elle a inventé très peu de concepts picturaux nouveaux, mais qu'elle a su prendre les modèles venus de l'étranger et qu'elle les a dépassés. (…) L'art espagnol est tout de discontinuité et d'exceptions, il est saccadé et entrecoupé, à l'image de l'Espagne, pays très marginal, fanatique, isolé en Europe et très métissé. À l'image de l'histoire espagnole aussi, affreusement violente ».

### Dames

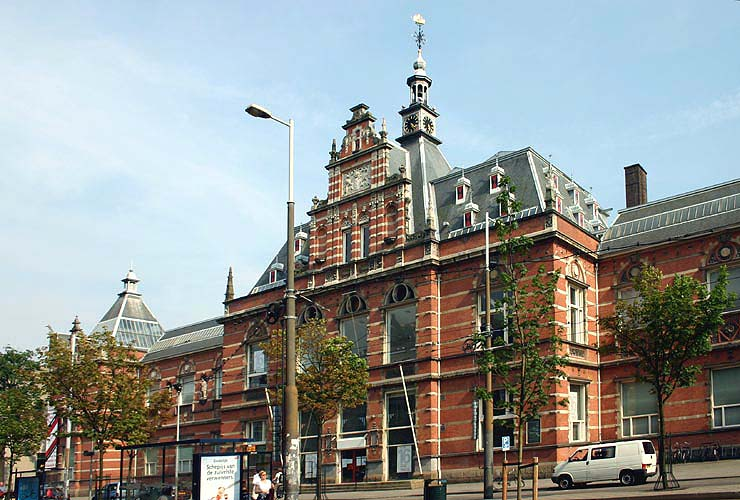
Le Stedelijk Museum d'Amsterdam.

Dans la première série de Dames Saura remet complètement en question l'automatisme surréaliste et se détourne de l'abstraction pour se rapprocher d'une variation figurative, avec des images de corps et visage humains, femme ou homme. Les mouvements du bras, de la main entrent pour beaucoup dans la composition des toiles de cette époque. L'acte de peindre est une forme de contrainte insupportable selon Saura. Francisco Calvo Serraller cite une déclaration du peintre qui conçoit la toile comme un lieu de sacrifice (elle est clouée sur un châssis), l'action déterminante de l'artiste étant d'évaluer ses distances « comme le torero face à la bête afin que l'entrée de l'image sur son terrain soit correct et que l'excès ne conduise pas à des altérations excessives. » La peinture devient alors un exercice corporel au même titre que la gymnastique ou le ballet et l'action de peindre prédomine sur la narration.
Les portraits de Saura sont des « portraits de portraits ». Le style tend à un rassemblement des images qui lui sont restées en mémoire telle la Dora Maar de Picasso, mais aussi à une réduction du nombre de couleurs (Saura disait n'en avoir utilisé que quatre : ocre, jaune, sienne foncée, noir et blanc). Ces portraits sont pour le peintre des instantanés (photographies-radiographies). Ce sont des enchevêtrements dans lesquels Saura ne cherche pas à composer une image, mais à aller au-delà, « émule du malheureux Frenhofer du Chef-dœuvre inconnu, qui crée une image qu'il est le seul à pouvoir déchiffrer ». La première Dame est une huile sur papier : 49,7 × 35,4 cm, mais Saura peint aussi de nombreuses huiles sur toiles de grand format qui portent presque toutes le prénom de femmes au cours de l'année 1956 : Sandra (162 × 130 cm), Listia (162 × 130 cm), Virpi (162 × 130 cm), Astrid (162 × 130 cm). La série se poursuit au cours des années 1957 et 1958, 1959,1960 et jusqu'à 1963 avec approximativement les mêmes formats sauf pour la toile intitulée Palma (1960, 250 × 195 cm), qui est actuellement conservée à la Fondation Santillana de Madrid. Ada (1962, 162 × 130 cm) est conservée au Stedelijk Museum d'Amsterdam. Quelques exemplaires sont visibles sur internet, dont Marianne.

### Crucifixions

Centre national d'art et de culture Georges-Pompidou, Paris

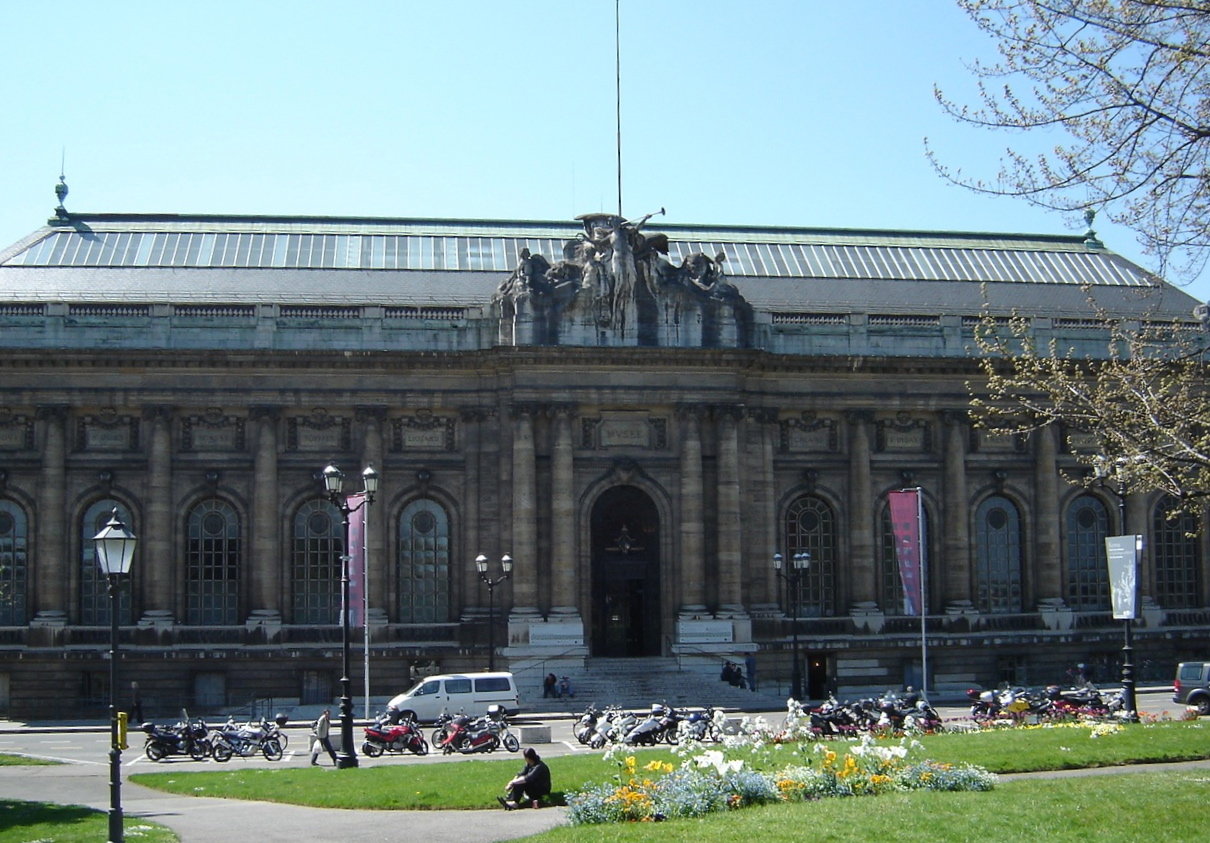
Musée d'art et d'histoire de Genève

Pour expliquer ces peintures torturées, inspirées par la souffrance pure, Guy Scarpetta rappelle que Saura a voulu s'affronter aux œuvres d'illustres prédécesseurs : Giotto, Masaccio, Piero della Francesca, et qu'il s'est aussi inspiré des icônes orthodoxes et des crucifixions des églises romanes.
Pour représenter cette souffrance, Saura a recours à la non-figuration qui n'est pas réellement abstraction, mais plutôt, « non-figuration ».
Sur la notion de souffrance, Scarpetta cite le texte que Georges Bataille écrivait à propos des camps d'extermination : « Nous ne pouvons pas être humains sans avoir aperçu en nous la possibilité de la souffrance, celle aussi de l'abjection. Mais nous ne sommes pas seulement les victimes possibles des bourreaux,: les bourreaux sont nos semblables. Il faut encore nous interroger : n'y-t-il rien dans notre nature qui rende tant d'horreur impossible? Et nous devons bien nous répondre en effet : rien.(…). »
Pour Saura, cette peinture violente est une manière de transgresser, mais aussi de conjurer symboliquement la violence réelle : « J'ai cherché, écrit Saura, à créer une image convulsive, à en faire une bourrasque protestataire. » Ce que Georges Bataille appelle des "imagiers sanglants" dans son article "l'art, exercice de cruauté ".
La première crucifixion date de 1959 (huile sur toile, 162 × 130 cm), elle est au Erzbischöfliches Diözesanmuseum (Musée Diocésain) de Cologne, Allemagne. Une autre de dimensions encore plus grandes (huile sur toile 195,6 × 325,7 cm) est au Hirshhorn Museum and Sculpture Garden, de Washington DC, une crucifixion de 1959 est conservée au Centre national d'art et de culture Georges-Pompidou, Paris (huile sur toile, 200 × 250 cm).
Beaucoup sont exécutées dans les tons de noir, gris bleuté, et bleu. Certaines crucifixions de 1960 à 1963 se distinguent des autres parce que le peintre y a introduit du rouge rosé, avec des drippings sanguinolents, rappelant les tripes, les boyaux, les éventrations à la manière Francis Bacon. L'une est conservée au Musée d'art et d'histoire de Genève (huile sur toile 130 × 162 cm), une autre au musée Boijmans Van Beuningen de Rotterdam(huile sur toile 130 × 162 cm).

### Visages
Le thème du visage apparaît dans l'œuvre de Saura vers 1956, d'abord sous forme de grattages en noir et blanc. Puis sous forme de masques vers 1957, car l'artiste s'est acheté avec le premier argent qu'il a gagné des masques mexicains, esquimaux, amérindiens. Selon Marcel Cohen, dont le texte a été publié dans le catalogue du Musée d'art et d'histoire de Genève en 1989 : « Plus ces masques malmènent l'image humaine, plus Saura est heureux. »
En réalité, ses visages sont surtout des masques. Saura repense sans cesse à l'épisode de l'homme décapité sous ses yeux à la mitraillette. Adolescent, il accumule les signes d'horreur avec ses découpages des journaux que son père lui fourni régulièrement. Par ces images insupportables, il retranscrit la violence incessante. « Visages terribles qui n'appartiennent plus tout à fait à la peinture raisonnable, se cherchant une parenté plus tangible à côté du masque de l'exorciste. »
L'artiste est obsédé par les autoportraits de Rembrandt. Sa parenté avec Rembrandt et Goya  et avec leur acharnement à « crever les apparences, » est évidentes. C'est par la que lui ont été inspirés ses autoportraits : l'un en 1956 (huile sur toile, 60 × 73 cm), l'autre en 1959, huile sur toile de même format, et un autre encore en 1962 où l'on note pour la première fois l'apparition de la couleur.
En 1960, dans le même format, il fait un portrait de Marcel Duchamp.

### Foules

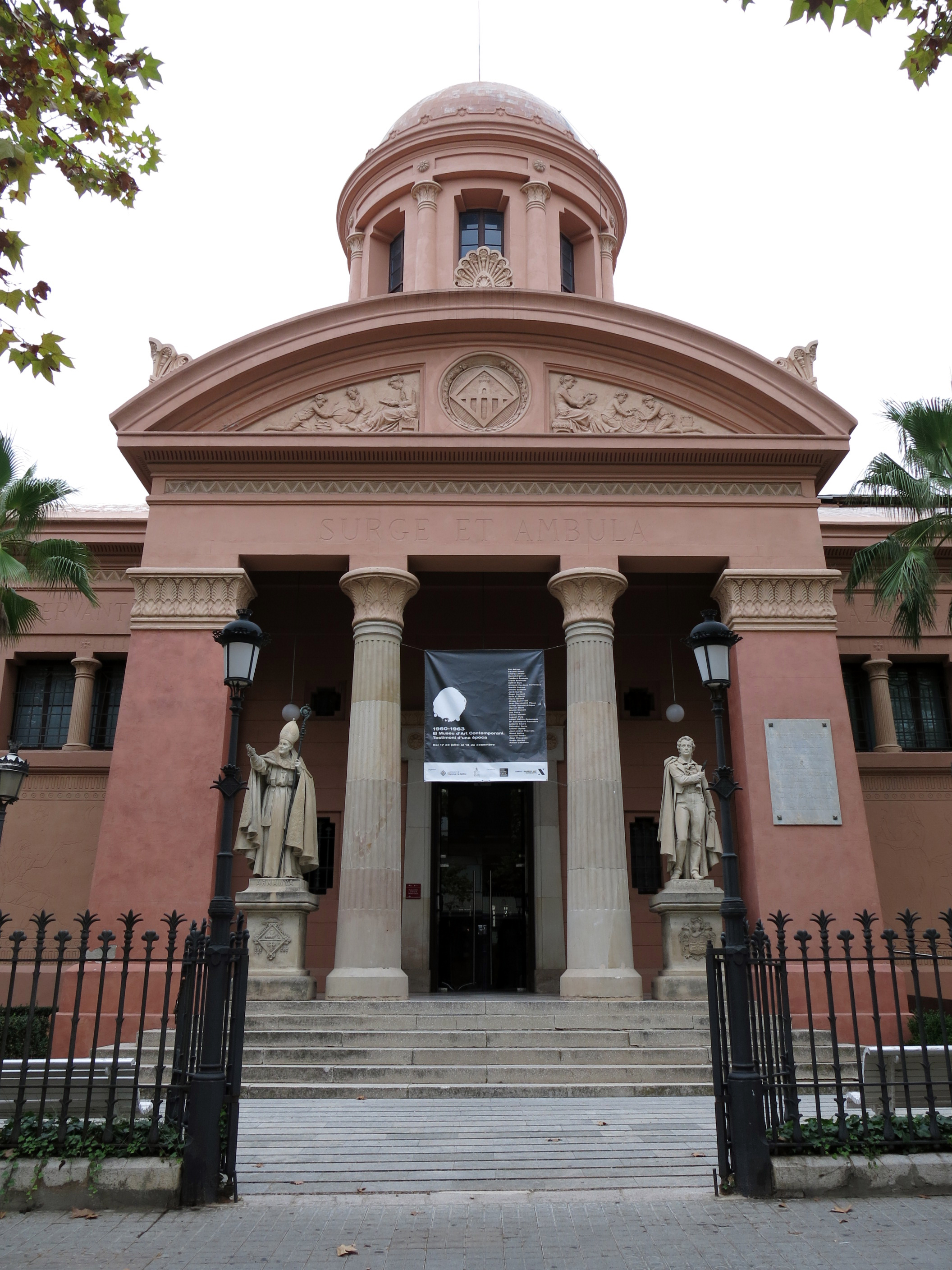
Biblioteca Museu Víctor Balaguer à Vilanova i la Geltrú

Selon Santiago Amón, les critiques d'art ont généralement apparenté les foules de Saura à des courants picturaux qui n'ont pas de rapport avec la réalité de son œuvre : Informalisme, action painting, gestualisme, expressionnisme, tachisme. Tous ces courants ont en commun la seule rapidité d'exécution alors qu'Antonio Saura oppose à cela un long temps. « L'idée qui structure mes foules pose des problèmes très différents. Il s'agit ici d'unifier en une surface unique, plusieurs approximations de visages sans corps, de coordonner dynamiquement des ensembles d'antiformes (…). »
Saura est un expressionniste, un peu particulier, très éloigné du courant d'origine. C'est un expressionnisme d'un autre ordre, qui donne vie aux matériaux. L'historien d'art Henry Geldzahler, conservateur d'art moderne et d'art contemporain, principalement au Metropolitan Museum of Art de New York, disait des foules de Saura : « La toile ressemble davantage à une arène dans laquelle il faut agir qu'à un espace où il s'agirait de reproduire, de dessiner, ou de rendre manifeste un objet réel ou imaginaire (…) ». De son expérience surréaliste, Saura garde un style qui le rapproche de André Masson (peintre) ou Max Ernst, bien qu'il n'ait conservé aucun lien avec les groupes  surréalistes, informalistes, expressionnistes.
Ses foules sont des agglomérats, des communautés dont les membres n'ont d'autre relation que celle de la conscience d'un sentiment collectif et de l'appartenance à un projet commun.
Plusieurs œuvres de 1959 sont du même format : 62 × 90 cm, utilisent les mêmes matériaux : huile et encre de Chine sur papier en noir et blanc, et portent le même titre : « Foule ».
Un très grand format de 1959 (162 × 390 cm) est une huile sur toile sur fond beige avec un éclaircissement du noir. Elle est conservée à la Biblioteca Museu Víctor Balaguer de Vilanova i la Geltrú. Un autre grand format où s'insèrent des lignes bleutées dans un réseau de figures très serrées (220 × 515 cm), 1963, intitulé « La Grande foule » est conservé au Musée d'Art Moderne de Madrid,. Une huile sur toile de 1978-1979, où la couleur fait son apparition, est intitulée « Diada », (195 × 324 cm). Elle se trouve au Centre national d'art et de culture Georges-Pompidou de Paris

### Portraits imaginaires

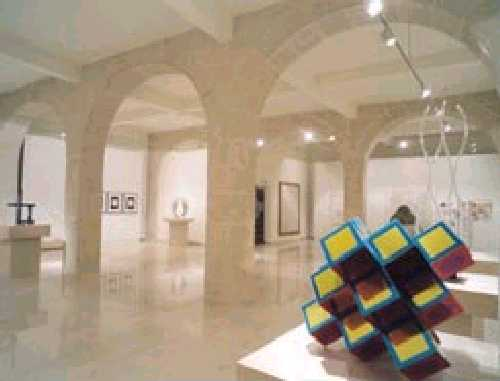
Museo de La Asegurada à Alicante

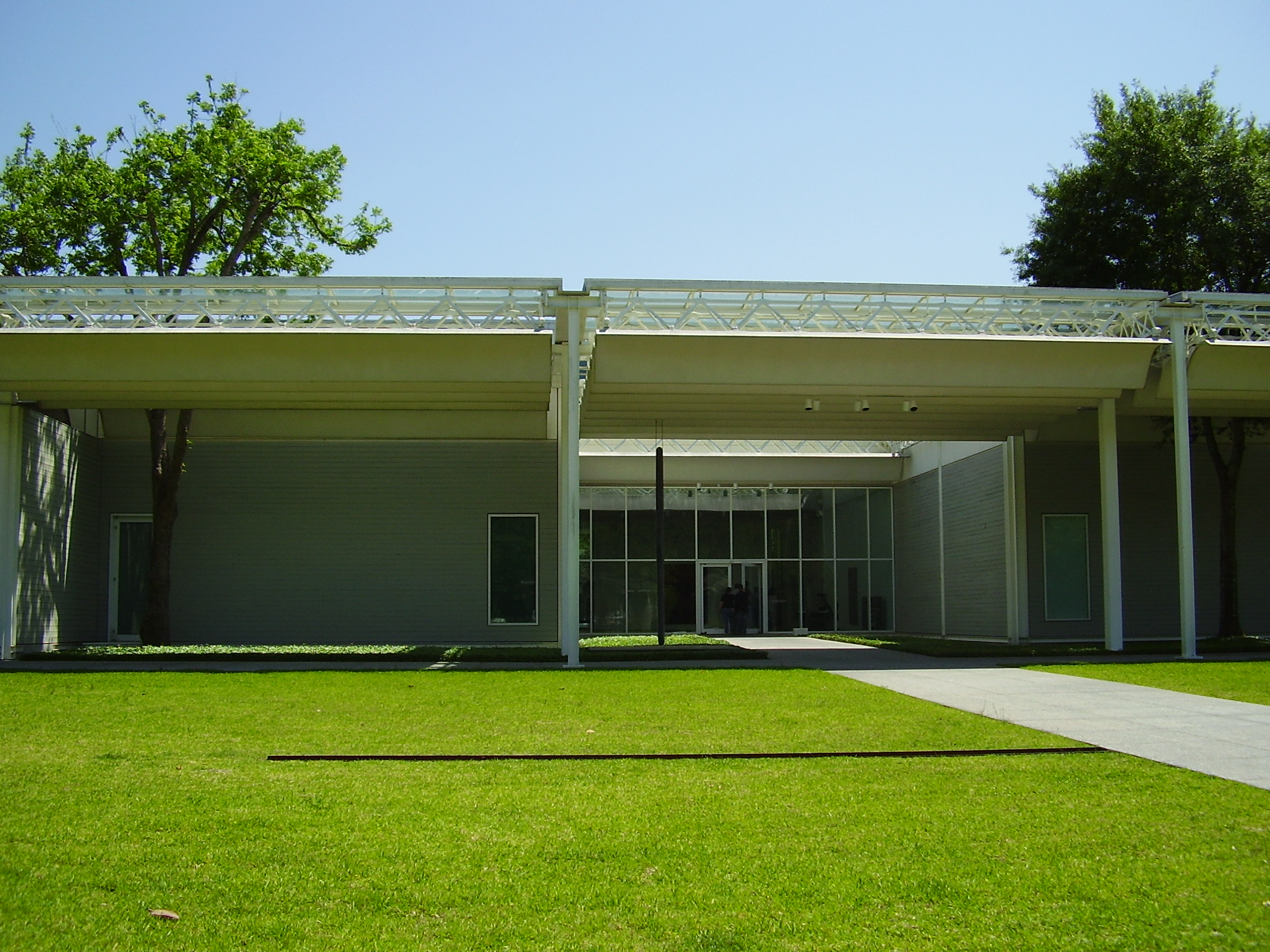
Menil Collection à Houston.

Les portraits imaginaire de Saura sont selon l'expression de Severo Sarduy  des « gribouillages génétiques » faisant plus référence au signe extérieur « être humain » (…) qu'à la physionomie du sujet. Comme si le portrait était vu dans un miroir déformé : n'importe quel pâté d'encre se transforme en yeux, n'importe quel tracé circulaire s'apprête à nous dévorer.
Les têtes de Saura relèvent de la dialectique de la terreur, tantôt avec des yeux voraces, tantôt avec des bouches dilatées. Presque toujours peintes en noir et blanc-bleuté. Un des portraits plus spectaculaires est celui de Brigitte Bardot (1958, huile sur toile, 162 × 130 cm) conservé dans la Colección de Arte Siglo XX au Museo de La Asegurada à Alicante. La tête du personnage est construite en masque monstrueux. Un autre portrait de la série Bardot de 1963, plus proche d'une tête, quoique déformé, se trouve au Museo Nacional de Bellas Artes à Buenos Aires, Argentine
Autre portrait de femme très souvent reproduit : le portrait de Dora Maar, très nettement inspiré de Picasso auquel le titre seul fait référence. Cette série ressemble à une hommage au maître : Dora Maar visitada (1983, huile et peinture synthétique, 130 × 97 cm).
Le portrait de Goya et de son chien est à la limite de la figuration. Goya y prend la place de l'animal et inversement. Il s'agit là d'une métaphore pour indiquer que nous ne sommes rien (des chiens).
Le Portait imaginaire de Goya (1960, 250 × 200 cm) est conservé à la Menil Collection de Houston, Texas, il se rapproche d'une autre série de la même veine : Le Chien de Goya où homme et bête n'ont pratiquement rien qui les différencie. Deux œuvres sont particulièrement représentatives de cette série sur laquelle Saura lui-même a rédigé de nombreux textes : Le Portrait imaginaire de Goya, (technique mixte sur papier, 70 × 100 cm, 1982), et Le Chien de Goya (même technique, 75 × 105 cm, 1992) ont en commun une forme ovoïde de galet durement travaillé.

### Sauromaquias
L'interprétation du monde des taureaux par Saura est définie par le critique d'art Alexandre Cirici Pelliger comme « un contraste entre la violence et l'abstention, où l'abstention a la pire part. »

À partir de 1957 le peintre produit des œuvres d'un expressionnisme violent : Sauromaquias (1958, huile et encre de Chine sur papier, 61 × 88,5 cm), Taureau-femme, Torero-taureau (1957) pour la plupart des collages. Saura explique en 1983 sa position esthétique : 

« l'image photographique d'une corrida, en privilégiant seulement un instant d'un parcours complexe dans le temps et l'espace, se transforme en parade d'une obscénité différente et assurément suggestive, mais indubitablement éloignée de l'image que le souvenir agrandit ou estompe. »

L'œuvre taurine d'Antonio Saura est à son apogée à partir de 1980 avec les dix lithographies qui illustrent l'essai de  José Bergamín : L'Art de Bilibirloque. Saura adhère pleinement à l'analyse de Bergamín qui récuse le pittoresque brillant de la lidia  et les paillettes : 

« L'espagnolisme des costumes a corrompu mes courses de taureaux, autant que le théâtre, la littérature, la peinture, l'architecture, la musique, le catholicisme et la politique, toutes choses qu'il a sous-espagnolisées. Mais rien n'est moins typiquement espagnol que le combat du torero dans l'arène lorsqu'il est parfaitement exécuté. »

Antonio Saura donne une interprétation très anti-traditionnelle des idées de Bergamín qui défendait l'art de Joselito, opposé à celui de Juan Belmonte, tout comme le faisait Hemingway. Il offre une vision déchirée de la lidia qui ne tient compte ni des différences de styles, ni des écoles. Il présente, dans ces dernières Sauromaquias un homme et une bête sans beauté, comme des loques : une vision tragique de la corrida dans la lignée de Francisco de Goya.
En 1989, Saura reprend le thème de la tauromachie avec des peintures acryliques et encres de Chine superposées aux photographies de Jean Bescós. Il retrouve ainsi la technique qu'il avait inaugurée en 1957. L'ouvrage comporte trente-quatre textes de Marcel Cohen, qui accompagnent les trente-quatre œuvres graphiques de Saura et quarante six photographies de Jean Bescós.
Son œuvre taurine a fait partie de l'exposition collective Art et tauromachie, de Goya à Barceló du 28 juin au 12 octobre 2014 au Musée d'art moderne de Céret.

## Œuvre graphique et écrits
Dès 1959, Saura est l’auteur d’une importante œuvre imprimée. Il écrit lui-même un grand nombre de textes sur son œuvre notamment à l'occasion d'expositions. Il préface souvent les catalogues comme celui de la galerie Stadler, en 1974 Superpositions, la préface de Saura s'intitule « El Mural de la vida ».
Il a produit d'innombrables essais parmi lesquels El Perro de Goya (le Chien de Goya) dans le catalogue Saura de l'exposition universelle de Saragosse en 1992. La plupart de ses essais sont les actes de colloques qu'il a dirigés. Il y en a environ une vingtaine.
Sur la tauromachie, il a dirigé le séminaire La Estampa taurina y la invención de las Tauromaquias (L'Estampe taurine et l'invention des tauromachies) à la Fundación de estudios taurinos de Séville en 1989, repris dans le catalogue Sauromaquia-Bescomachie à la Médiathèque d'Arles en 1990.
Il a aussi rédigé des essais sur d'autres peintres dont un sur Jackson Pollock (Hambourg 1963), repris dans le catalogue Jackson Pollock du Centre Pompidou, Paris, en 1992. Un autre sur Picasso dans la préface du catalogue Picasso Toros Y Toreros, Musée Picasso (Paris), 1993, Musée Picasso (Barcelone), 1993.
Il a illustré de nombreux ouvrages parmi lesquels Don Quichotte de Cervantes publié à Barcelone en 1987 par le Círculo de Lectores, Barcelone, 1984 de George Orwell, Pinocchio dans l’adaptation de Christine Nöstlinger, Tagebücher de Franz Kafka, Trois visions de Quevedo, et bien d’autres.
Une exposition de ses illustrations a eu lieu aux Abattoirs de Toulouse, musée d'art contemporain, du 26 septembre au 30 novembre 2008

## Expositions individuelles (sélection)
2016
- Antonio Saura / de l'écriture à la peinture, Fondation Jan Michalski pour l'écriture et la littérature (Montricher, Suisse)[82]

2014
- Antonio Saura / Moi, moi et moi, Galerie Patrick Cramer (Genève)

2013
- Antonio Saura / Die Retrospektive, Museum Wiesbaden, (Wiesbaden, Allemagne)
- Antonio Saura, Arbeiten auf Papier und Leinwand / Works on paper and canvas, Galerie Boisserée (Cologne, Allemagne)

2012
- Antonio Saura / Die Retrospektive, Kunstmuseum Bern (Berne, Suisse)
- Montages 1956-1996, Galerie Lelong, Paris[83]

2011
- Galerie Lelong, Paris

2009
- Musée des Abattoirs, Toulouse

2005
- Musée Reina Sofía, Madrid

2002
- Musée d’art moderne et contemporain de Strasbourg
- Galerie Lelong, Paris

1999
- Antonio Saura / Œuvres sur papier, Galerie Lelong, Zürich

1997
- Antonio Saura / Imagina (1956-1997), Konsthall (Malmö, Suède)

1994
- Antonio Saura / Retrospectiva, Museo d’Arte Moderna (Lugano, Suisse)

1990
- Antonio Saura / Gemälde (1956-1985, Retrospektive), Städtische Galerie im Lenbachhaus (Munich, Allemagne)
- Antonio Saura / Pinturas (1956-1985, Retrospectiva), Centro de Arte Reina Sofia, Madrid – ESPAGNE

1989
- Saura, Paintings of the sixties, Harvard University (Cambridge, États-Unis)
- Saura / Pinturas, Retrospectiva 1956-1985, IVAM (Valence, Espagne)
- Antonio Saura / La Quinta del Sordo, Wiener Secession (Vienne, Autriche)

1980
- Antonio Saura / Exposición antológica 1948-1980, Fundación Joan Mirò, Barcelone

1979
- Antonio Saura / Retrospective, Stedelijk Museum d'Amsterdam
- Antonio Saura / Bilder und Zeichnungen, Galerie Lauter, Mannheim

1966
- Saura, Institute of Contemporary Arts, Londres

## Sélection de textes publiés

### Allemand
- Antonio Saura über sich selbst, Fondation Archives Antonio Saura, Genève, et Hatje Cantz, Ostfildern, 2012 (texte en allemand traduit de l'espagnol par Bernard Dieterle)  (ISBN 978-3-7757-3410-3)
- Sigrid Feeser, Antonio Saura, Galerie Lauter, Mannheim, 21.09. - 12.11.1979, in: Das Kunstwerk, Nr. 32, Baden-Baden 1979, 6, 81
- Rolf Lauter, Antonio Saura: Als Mensch allein, in: Katharina Winnekes, Der geschundene Mensch: zeitgenössische Kunst in 'fremden' Räumen, Frankfurt am Main 1989, 68-70.  (ISSN 0023-5431)

### Espagnol
- Programio, publié à compte d’auteur, Madrid 1950-1951
- Espacio y gesto, Madrid 1959
- Diez notas y diez grabados, Sala Pelaires, Palma de Majorque 1974
- Lectura de Antonio Saura : Exposición antológica, 1948-1980, Edificio Arbós, catalogue d'exposition Sala Tiépolo, Madrid, Madrid, Ministère de la culture, 1980
- Contra el Guernica / Libelo, Ediciones Turner, Madrid 1981
- Note book (memoria del tiempo), Librería Yerba, Murcie 1992
- Fijeza, Ensayos, Galaxia Gutenberg / Círculo de Lectores, Barcelone 1999
- Crónicas. Artículos, Galaxia Gutenberg / Círculo de Lectores, Barcelone 2000
- Visor. Sobre artistas (1958-1998), Galaxia Gutenberg / Círculo de Lectores, Barcelone 2001
- Escritura como pintura. Sobre la experiencia pictórica, (1950-1994), Galaxia Gutenberg / Círculo de Lectores, Barcelone 2004
- Saura / Erótica, Taché editor, Barcelone 2007 (textes en espagnol et anglais)
- Contra el Guernica / Libelo, Archives Antonio Saura en coédition avec La Central et Museo Nacional Centro de Arte Reina Sofía, Genève 2009 (préface de Félix de Azúa
- Antonio Saura por sí mismo, Fondation Archives Antonio Saura et Lunwerg editores, Genève 2009  (ISBN 978-2-940435-01-2)

### Français
- Contre Guernica / Pamphlet, Dominique Bedou Éditeur, Paris 1985 (texte en français, traduction et notes de l’espagnol par Gérard de Cortanze)
- Saura - Peintures, Antonio Saura, Gérard de Cortanze, Galerie Lelong, 1990  (ISBN 9782729105518)
- Antonio Saura, Señoritas y caballeros, collection L'art en écrit, éditions Jannink, Paris, 1992
- Belvédère Miró, L’Echoppe, Paris 1993 (textes en français, traduit de l’espagnol par Sophie Schertenlieb)
- Mémoire du temps, Carnet de notes, La Différence, Paris 1994 (textes en français, traduits de l’espagnol par Gérard de Cortanze)
- Francis Bacon et la beauté obscène, Nouvelles Éditions Séguier, Paris 1996 (texte en français, traduit de l’espagnol par Christophe David)
- La Question de l’art espagnol, L’Echoppe, Paris 1996 (texte en français, traduit de l’espagnol par Sylvie Schertenlieb et Claude Murcia)
- Le chien de Goya, L’Echoppe, Paris 1996 (texte en français, traduit de l’espagnol par Edmond Raillard)
- Discours de Cuenca, L’Echoppe, Paris 1997 (texte en français, traduit de l’espagnol par Marcel Cohen avec la collaboration de Enrique Pastor et Marie Claude Dana)
- Klee, point final, L’Echoppe, Paris 1999 (texte en français, traduit de l’espagnol par Marcel Cohen)
- Le miroir singulier / Bram van Velde, L’Echoppe, Paris 1999 (texte en français, traduit de l’espagnol par Edmond Raillard)
- Programio, Daniel Lelong Éditeur, Paris 2000 (texte en français, traduit de l’espagnol par Paul Aubert)
- Antonio Saura : œuvres sur papier, Jacques Dupin, Galerie Lelong, 2000  (ISBN 9782868820365)
- Saura « Autodafé », Jean Frémon, Galerie Lelong, 2002
- Contre Guernica / Pamphlet, Archives Antonio Saura et 5 Continents Éditions, Genève 2008 (préface de Félix de Azúa, textes en français, traduit de l'espagnol par Edmond Raillard)
- Erotica, Archives Antonio Saura et 5 Continents Éditions, Genève 2008 (avec un texte de Jacques Henric et onze textes d'Antonio Saura, textes en français, traduit de l'espagnol par Edmond Raillard)
- Antonio Saura par lui-même, Fondation Archives Antonio Saura et 5 Continents Éditions, Genève 2009 (texte en français traduit de l'espagnol par Edmond Raillard) (ISBN 978-88-7439-510-1)
- Antonio Saura ; Montages 1956-1996, Didier Semin, Galerie Lelong, 2012  (ISBN 9782868820990)

## Distinctions
- Chevalier de l'ordre des Arts et des Lettres (1981)